# Glaucostegus thouin
Glaucostegus thouin is een vissensoort uit de familie van de Glaucostegidae. De wetenschappelijke naam van de soort is voor het eerst geldig gepubliceerd in 1798 door Anonymous [Lacepède].